# Saint-Aubin-Celloville
Saint-Aubin-Celloville är en kommun i departementet Seine-Maritime i regionen Normandie i norra Frankrike. Kommunen ligger i kantonen Boos som tillhör arrondissementet Rouen. År 2022 hade Saint-Aubin-Celloville 1 182 invånare.

## Befolkningsutveckling
Antalet invånare i kommunen Saint-Aubin-Celloville
| Referens: INSEE |